# Буткевич, Паул Паулович
Паул Паулович Бутке́вич (латыш. Pauls Butkēvičs; род. 8 августа 1940, Рига) — советский и латвийский актёр, певец. Заслуженный артист РСФСР (1990).

## Биография
Родился 8 августа 1940 года в Риге, в семье известного винодела Паула Буткевича, имевшего польские корни. Также семья имела швейную мастерскую, владела землей. Все это было национализировано советской властью.

Окончил 11-ю Рижскую среднюю школу (1959) и музыкальную школу по классу скрипки (1958). После средней школы окончил ПТУ в Риге (1963) и работал на заводе ВЭФ регулировщиком аппаратуры проводной связи. Параллельно учился в 3-й студии при художественном театре имени Я. Райниса (1959—1961). Позже руководил коллективом художественной самодеятельности Дворца культуры завода ВЭФ.
Сам он о том периоде своей жизни рассказывал: "Я пошел на ВЭФ, чтобы содержать семью. Там можно было заработать. Театр - это так... Мне всегда страшно нравилось кино. И как только я попал на ВЭФ, меня пригласили на телевидение, потом пошли и другие предложения. Я рос на производстве - и как актер... Когда приходилось писать автобиографию, я называл себя «рабочий-актер»".
Учился на юридическом и историческом факультетах Латвийского государственного университета (1964—1966). Работал в ансамбле «Рижская пантомима» под руководством Роберта Лигерса (1957—1959). Был исполнителем эстрадных песен. Лауреат конкурса «Лиепайский янтарь».
Первая большая роль в кино — Имант Вейде в фильме «Клятва Гиппократа». Исполнял преимущественно характерные роли иностранцев (что было привычно для прибалтийских актёров СССР). Среди ролей: Каминский («Сильные духом»), Кейт («Возвращение „Святого Луки“»), Страут («Шах королеве бриллиантов»), Макс («Ошибка Тони Вендиса»), Брэдфорд («Мираж»), Фрэнк («Европейская история»), Бергер («Гардемарины, вперёд!»), лорд Кроуфорд («Приключения Квентина Дорварда, стрелка королевской гвардии») и Хенрих Страутниекс в телефильме «Долгая дорога в дюнах». 
Играл в Латвийском театре Дайлес. Не снимается в кино с 2007 года.

## Семья
Трижды был женат.

Первый брак продлился 25 лет. У пары родилась дочь Алена, стоматолог, доктор наук в области дентальной имплантологии, живёт и работает в Нью-Йорке (США). Внук - Янис. 
О причинах развода с первой женой Паул говорил: "Мы столкнулись с проблемой эмансипации, когда для женщины-начальника ты вовсе не мужчина... пусть это и звучит упрощённо".
Второй брак был скоротечным.
"Во втором браке я жил в Москве. Тамошняя жизнь - фантастически трудная работа: день и ночь ездить по всему Союзу и за границу туда-обратно, фестивали, встречи, съемки. Там я был Пал Палыч, любимый актер. Это колоссальный период. А потом наступила независимость. И она нас с женой разделила: каждый остался по свою сторону границы", - делился актер.
Третья жена (с 2004 года) — Зинта Янсоне, работала художником по костюмам на Latvijas Televīzija.

## Фильмография
- 1965 — Клятва Гиппократа — Имант Вейде
- 1965 — Я всё помню, Ричард — Зигис (озвучивание — В. Гусев)
- 1967 — Дышите глубже — Ральф
- 1967 — Сильные духом — Ян Каминский
- 1968 — Далеко на западе — инженер-строитель Тауриньш
- 1969 — Тройная проверка — курсант разведшколы Имант Рудзитис
- 1970 — Возвращение «Святого Луки» — Кейт
- 1970 — Насыпь
- 1970 — Ватерлоо
- 1971 — Город под липами — Имант
- 1971 — Белая земля — Александр Окулич
- 1971 — Большой янтарь — командир воздушного судна
- 1972 — Хроника ночи — американец
- 1972 — Спасённое имя
- 1973 — Чинара — Густав Умайдер
- 1973 — Шах королеве бриллиантов — Страут
- 1973 — Семнадцать мгновений весны — связной Штирлица (озвучивание — О. Мокшанцев)
- 1973 — Товарищ бригада — член экипажа
- 1974 — Гнев — отец Стефан
- 1974 — Если хочешь быть счастливым — Артур Кларк, американский пилот вертолёта
- 1974 — Верный друг Санчо
- 1974 — Долгие вёрсты войны — Пауль
- 1975 — Маленький сержант — эпизод
- 1976 — Лето мотоциклистов
- 1976 — Мастер — Вацлав
- 1976 — Дума о Ковпаке — Гартман
- 1977 — Подарки по телефону — инспектор угрозыска Эдельманис (озвучивание — А. Белявский)
- 1978 — Агент секретной службы — Дэвис
- 1978 — Ралли — английский гонщик
- 1978 — Крепость — Кристиан ван дер Ройе
- 1978 — Большая новогодняя ночь — гость с гитарой
- 1979 — Акванавты — начальник экспедиционного отдела Дубовский
- 1979 — Алмазная тропа — Дмитрий Боровский
- 1979 — Инспектор Гулл — полицейский инспектор
- 1979 — Выгодный контракт — Адамс Хадсон
- 1979 — Испанский вариант — Вольф
- 1980 — Незаконченный ужин — Баклунд
- 1980 — Братья Рико — хозяин бара
- 1980 — Миллионы Ферфакса — комиссар полиции
- 1980 — Бумеранг — Том Маклейн
- 1980 — Корпус генерала Шубникова — майор Рихард Вагнер
- 1981 — Долгая дорога в дюнах — Хенрих Страутнек
- 1981 — Школа — Галда
- 1981 — Синдикат-2 — Ян Петрович Крикман
- 1981 — Ошибка Тони Вендиса — Макс
- 1981 — Кольцо из Амстердама — Фред Фредкеер, сотрудник иностранной спецслужбы
- 1981 — Помнить или забыть — гость Янсонов (нет в титрах)
- 1981 — Фронт в тылу врага — Ежи Радкевич
- 1982 — Случай в квадрате 36-80 — Тернер
- 1982 — Возвращение Баттерфляй — Левицкий
- 1982 — Государственная граница. Фильм 3: «Восточный рубеж» — шофёр
- 1982 — Красные колокола. Фильм 2. Я видел рождение нового мира — солдат на вокзале
- 1982 — Нежность к ревущему зверю — Санин
- 1983 — Мираж — Брэдфорд
- 1983 — Провал операции «Большая Медведица» — майор Стронг
- 1983 — Чужие страсти — «Лось»
- 1984 — Семь стихий — австралийский журналист
- 1984 — Европейская история — Фрэнк
- 1985 — Победа — Энтони Иден
- 1985 — Контрудар — Раус
- 1985 — Багратион — Иозеф
- 1985 — День гнева — член правительственной комиссии
- 1985 — Набат на рассвете
- 1986 — За явным преимуществом — Сумароков
- 1986 — Без срока давности — Март, иностранный агент-боевик
- 1986 — Бармен из «Золотого якоря» — капитан иностранного судна
- 1986 — Перехват — капитан пограничного катера 045
- 1986 — От зарплаты до зарплаты — член комиссии Будашкин
- 1986 — Семь криков в океане — Гаррисон
- 1986 — Крик дельфина — Рооп
- 1987 — Перед большой дорогой на войну
- 1987 — Гардемарины, вперёд! — Бергер
- 1987 — Айя — Пакалнс
- 1988 — Случай в аэропорту — Аркадий Свидерский, капитан милиции
- 1988 — Роковая ошибка — Николай
- 1988 — Приключения Квентина Дорварда, стрелка королевской гвардии — лорд Кроуфорд
- 1990 — Мускал — Храповицкий
- 1990 — Кодекс молчания (На тёмной стороне Луны) — Анатолий Нарижняк, следователь из Москвы
- 1991 — Виват, гардемарины! — король Фридрих II (озвучивание — Иннокентий Смоктуновский)
- 1991 — Крысы, или Ночная мафия — «Лысый», мафиози
- 1991 — Плащаница Александра Невского — Уайет
- 1992 — Три августовских дня — отец Далии
- 1993 — Аляска Кид — Кларк
- 1995 — Псы Риги (швед. Hundarna i Riga) — полковник Потрис
- 1996 — Цветок одного лета (латыш. Vienas vasaras zieds)
- 2004 — Красная капелла — Карл Лангбен
- 2004 — Наваждение (телесериал)
- 2004 — Стражи Риги
- 2006 — Заложник[латыш.] — Антон

## Награды и почётные звания
- Заслуженный артист РСФСР (1990)